# مارتن والش (لاعب كرة قدم)
مارتن والش (بالإنجليزية: Martin Walsh)‏ هو لاعب كرة قدم ومدرب كرة قدم بريطاني في مركز الهجوم، ولد في 16 يناير 1966 في دمبارتون في المملكة المتحدة. لعب مع نادي دمبرتون ونادي ستيرلينغ ألبيون.